# Cratere Laica
Laica è un cratere sulla superficie di Ariel.
Il cratere è dedicato all'omonimo spirito buono della mitologia inca.